# Finnische Offensive an der Karelischen Landenge
Die Finnische Offensive an der Karelischen Landenge (finnisch Karjalankannaksen valtaus, russisch Финское наступление на Карельском перешейке) fand im Zweiten Weltkrieg vom 10. Juli – 5. September 1941 an der nördlichen Ostfront statt und stellte den Beginn der Kampfhandlungen im sogenannten Fortsetzungskrieg dar. Der Angriff folgte zwei Wochen nach dem Start der deutschen Invasion in der Sowjetunion. Die finnische Offensive wurde in zwei Phasen durchgeführt, dabei konnte die im Winterkrieg (1939–1940) verlorene Provinz Karelien mit der Hauptstadt Wyborg im Kampf mit den sowjetischen Truppen zurückerobert werden.
Die finnische Armee stellte ihre Angriffsoperationen ungefähr auf der Höhe der alten finnisch-sowjetischen Grenze ein. Wiederholten deutschen Bitten, den Angriff in Richtung Leningrad fortzuführen, kam Finnland nicht nach.

## Vorgeschichte
Nach der Niederlage gegen die Sowjetunion im Winterkrieg begann Finnland Ende 1940 ein enges Zusammenwirken mit dem Deutschen Reich. Von Mai 1941 an wurde die finnische Militärführung in die Vorbereitung des deutschen Überfalls auf die Sowjetunion eingeweiht. Die Operationen in Nordfinnland wurden in einer Vereinbarung vom 25. Mai 1941 dem deutschen Armeeoberkommando Norwegen übertragen dem dazu auch finnische Truppen unterstellt wurden. Entsprechende Operationen begannen am 5. Juni mit dem Unternehmen Blaufuchs. Diese Aktion überführte bis 14. Juni annähernd 30.600 deutsche Soldaten nach Finnland. Zugleich stellten die Finnen ihre defensiv ausgerichteten militärischen Vorbereitungen nach dem Winterkrieg auf ein offensives Vorgehen gegen die Sowjetunion um. Mitte Juni begann die Mobilmachung. Die Armee wuchs auf 475.000 Mann an. Davon waren, neben den Truppen unter deutschem Kommando weitere 100.000 Mann für Operationen nördlich des Ladogasees vorgesehen. Die Hauptstreitmacht sollte jedoch südlich des sees auf der Karelischen Landenge operieren. Geplant war insgesamt ein kurzer Feldzug, weshalb die Mobilmachung mit wenig Rücksicht auf die Anforderungen der Volkswirtschaft stattfand.
Als zunächst wichtigstes Ziel sah die finnische Militärführung einen Durchbruch zur Küste des Ladogasees vor, um die Verbindung zwischen der sowjetischen 7. und 23. Armee zu trennen. Die an der Karelischen Landenge eingesetzte sowjetische Vorhut, bestehend aus der 168. und 142. Schützendivision, zog sich vor der Übermacht bereits seit 23. Juni auf bessere Verteidigungsstellungen zurück. Auf sowjetischer Seite verteidigte das 19. Schützenkorps (115. und 142. Schützendivision) und das 50. Schützenkorps (43. und 123. Schützendivision) sowie in der Reserve das 10. motorisierten Korps (21. und 24. Panzerdivision und 198. motorisierte Schützendivision). Das letztgenannte Korps wurde mit der 24. Panzerdivision bereits Ende Juni aus Karelien abgezogen und südwestlich von Leningrad verlegt, um dort gegen die zu erwartenden deutschen Truppen eingesetzt zu werden. Nur die 198. motorisierte Schützendivision verblieb der sowjetischen 23. Armee als mobile Reserve. Die Bombardierung finnischer Stützpunkte durch die Sowjets am 25. Juni diente den Finnen als willkommener Grund für die Kriegserklärung an die Sowjetunion.
Am Morgen des 25. Juni 1941 sicherten die Einheiten der 198. motorisierten Schützendivision das Grenzgebiet im Waldgebiet bei Juskjöärvi. Im Gebiet von Imatra bestand auf finnischem Territorium eine enge Landverbindung zwischen dem großen Saimaa-See und der sowjetischen Grenze. Die relative Schwäche der dortigen finnischen Grenztruppen ermöglichte der sowjetischen Führung einen Gegenangriff. Am 1. Juli entschied das sowjetische Kommando, dass die noch verfügbaren Teile der 21. Panzerdivision mit dem 19. Schützenkorps die rechte Flanke der finnischen Truppen angreifen sollten. Nur ein Bataillon, vier Artilleriebataillone der 115. Schützendivision und ein verstärktes Aufklärungsbataillon der 21. Panzerdivision waren aber zur Verfügung gestellt worden und sollten den Raum von Imatra sichern. Der Angriff am Morgen des 2. Juli wurde von Einheiten der 21. Panzerdivision durchgeführt, die Hindernisse der finnischen Grenzschutztruppen wurden durchbrochen und ein 4 Kilometer tiefer Einbruch im finnischen Hoheitsgebiet erreicht, die angesetzten Kräfte erwiesen sich aber bald als zu schwach, um die Offensive weiterzuführen. Als die sowjetischen Truppen auf gut organisierten Widerstand auf den Höhen südlich von Imatra trafen, zog sich die sowjetische Angriffsspitze wieder auf das eigene Territorium zurück.

## Die Finnische Offensive
Am Anfang der Operation Barbarossa verblieb die finnische Armee in einer defensiven Position, erst am 29. Juni gab der Oberbefehlshaber der finnischen Streitkräfte Marschall Mannerheim Befehl, die Armee von Karelien unter Generalleutnant Erik Heinrichs zum Angriff auf Westkarelien und zum Vorstoß zum Ladogasee vorzubereiten. Die Karelien-Armee bestand anfangs aus dem für den Hauptangriff bestimmten 6. Korps (5. und 11. Division), dem 7. Korps (7. und 19. Division) und der Gruppe Oinonen (mit 1. Kavallerie-Brigade, Oberst Oinonen, 1. Jäger-Brigade, Oberst Lagus und 2. Jäger-Brigade, Oberst Sundman). Das 4. Korps (8., 10. und 12. Division) sollte am rechten Flügel den Vormarsch auf Wyborg führen.

### Beteiligte Einheiten

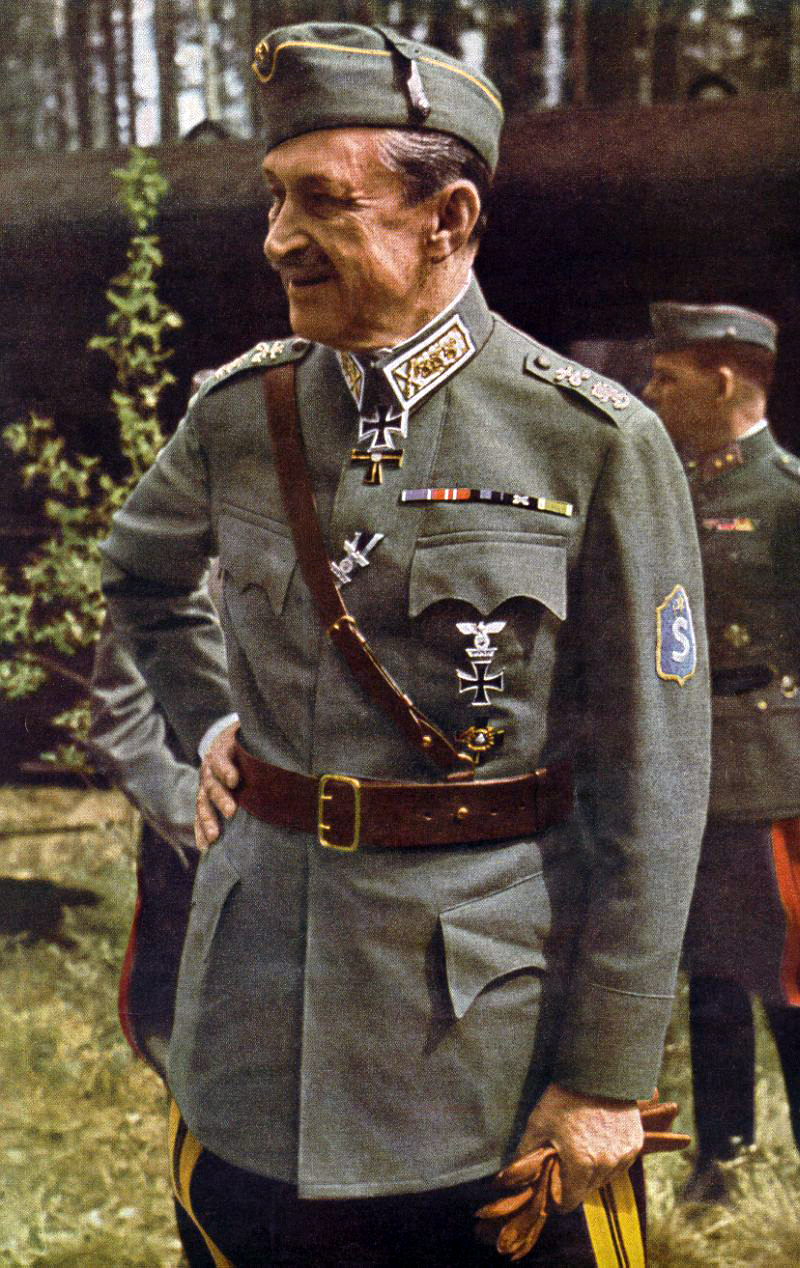
Marschall Mannerheim

Finnische Karelienarmee (Generalleutnant Axel Erik Heinrichs)
- 4. Korps (Generalleutnant Karl Lennart Oesch) mit 8., 10. und 12. Division
- 6. Korps (Generalmajor Paavo Talvela) mit 5. und 11. Division
- 7. Korps (Generalmajor Woldemar Hägglund) mit 7. und 19. Division
- Kampfgruppe Oinomen (Oberst Woldemar Oinomen) mit 1. Kavallerie-Brigade sowie 1. und 2. Jäger-Brigade

Reserve: finnische 1. und 17. Division, deutsche 163. Infanterie-Division
- 1. Korps (General Einar Mäkinen) mit 2. und 4. Division
- 2. Korps (Generalmajor Taavetti Laatikainen) mit 15. und 18. Division

Rote 23. Armee (Generalleutnant P. S. Pschennikow)
- Grenzschutz mit 71., 168. und 142. Schützendivision
- 27. und 28. Befestigter Raum
- 19. Schützenkorps (General Gerasimow, ab 6. August Generalmajor F. N. Starikow) mit 142. und 115. Schützendivision
- 50. Schützenkorps (Generalmajor W. I. Schtscherbakow) mit 43., 70. und 123. Schützendivision
- 10. Mechanisiertes Korps (Generalmajor I. G. Lasarew) mit 21. und 24. Panzer-Division und 198. motorisierte Schützendivision
- Gruppe Astanin (General A. N. Astanin) mit 177. und 191. Schützendivision sowie 8. Schützenbrigade

Die unerwartete Schwäche der Roten Armee bewegte Mannerheim zur Überarbeitung seiner defensiv ausgelegten Strategie. Er befahl nun das zuvor vermiedene tiefe Vorgehen in sowjetisches Gebiet hinein. Die Offensive an der Karelischen Landenge war der südliche Zweig dieser Operation, während die Finnische Invasion in Ostkarelien den mittleren und das unabhängige Vorgehen der 14. Division den nördlichen darstellte.

## Erste Phase 10. bis 25. Juli
Die finnische Offensive begann am 10. Juli auf breiter Front zwischen Pyhajärvi über Korpiselka nach Imatra, der Hauptangriff des 6. Korps richtete sich auf Jänisjärvi, die sowjetische Verteidigung brach vor der finnischen 5. Division schnell zusammen. Die Sowjets hatten Feldbefestigungen entlang der Grenze nach Sortavala und an den wichtigen Straßenkreuzungen in Värtsilä und Korpiselkä vorbereitet. Bis zum 12. Juli nahmen die Finnen die Orte Tolvajärvi und Kokari, während die 1. Jägerbrigade (Oberst Lagus)  bis 14. Juli weiter auf Vuksu und Muvanto vordrang.
Der linke Flügel der Finnen, die 11. Division an der Linie Värtsila-Manervaara stieß bei Soanlakti am Ostufer des Jänisjärvi-See auf starken sowjetischen Widerstand. Starke sowjetische Verteidigungsmaßnahmen stoppten zeitweilig die Offensive. Es dauerte bis zum 15. Juli, bis die Finnen die wichtigste sowjetische Verteidigungslinie durchbrechen konnten. Nachdem die 11. Division den Gegner bezwungen hatte, rückte auch sie weiter vor, umging das südliche Ende des Jänisjärvi-See und stieß entlang des Flusses Jänisjoki in südwestlicher Richtung vor. Gleichzeitig hatte das finnische 7. Korps an der Westseite des Jänisjärvi-See mit der 7. Division nach Süden angegriffen. Auf sowjetischer Seite verteidigte die 168. Schützendivision im Raum nördlich von Sortavala und die 71. Schützendivision südlich und am Jänisjärvi-See.
Der Vorstoß auf der linken Flanke des 6. Korps verlangsamte sich zunächst, die zwei Brigaden der Kampfgruppe Oinonen kamen fast zum Stillstand. General Talvela bewertete den Vorstoß der Gruppe des Generals Oinonen zunächst als Misserfolg und kritisierte den Befehl von General Heinrichs, leichte Truppen gegen starke sowjetische Stellungen einzusetzen.  Der Vormarsch in der Mitte des 6. Korps in Richtung auf Loimola ging nach der Brechung des sowjetischen Widerstandes bei Soanlakti aber erfolgreich weiter. Loimola konnte am 15. Juli von Streitkräften des 6. Korps besetzt werden und die dort durchgehende Eisenbahnlinie zwischen Sortavala und Petrosawodsk abgeschnitten werden.
General Talvela drängte seine Streitkräfte weiter vor. Die 1. Jäger-Brigade beendete ihren 110 km langen Vormarsch, als sie am nächsten Tag das Ufer des Ladogasees in Koirinoja erreichte. Während Talvela seinen Vormarsch weiter östlich am Ufer des Ladogasees entlang, als auch landeinwärts fortsetzte, hatten die Sowjets einen Teil ihrer Streitkräfte neu organisiert und verstärkten die neue Verteidigungslinie am Ostufer des Ladogasees. Das  motorisierte Schützen-Regiment 452 richtete Verteidigungsstellungen in der Nähe von Salmi ein. Die vorrückenden finnischen Streitkräfte umzingelten die Verteidiger und konnten Salmi am 21. Juli besetzen.
Am 16. Juli unterbrach das 6. Korps  mit Flankenangriffen bei Leppäsnärvi, Kitelä und Käsmaselka die Verbindung zwischen der sowjetischen 23. und der östlicher stehenden 7. Armee. Die Stawka rang gleichzeitig um die Eindämmung des gefährlicheren deutschen Angriffs im Baltikum und zog alle verfügbaren Einheiten aus Karelien ab. Der Abzug der Reste der 21. Panzerdivision beraubte die 23. Armee ihrer mobilen Reserve, an Verstärkung wurde dafür die 237. Schützendivision herangeführt. Am 17. Juli wurde die 5. und 11. Division am Jänisjoki nach Westen gestaffelt, um weiter gegen die Linie Salmi und Tulenjärvi vorzugehen. Am gleichen Tag erreichte auch das finnische 7. Korps den Jänisjoki-Abschnitt, die Ausräumung eines dabei entstanden Kessels um sowjetischen Streitkräfte band die 7. Division noch bis zum 21. Juli.
Da der finnische Vormarsch die Front verlängert hatte, mussten die finnische Streitkräfte neu organisiert werden. Am 16. Juli wurde die aus der Reserve gezogene finnische 1. Division angewiesen, die Ostflanke des Vormarsches zu decken, während die finnische 17. Division, die die Beobachtung der sowjetische Marinebasis bei Hankö den örtlichen Truppen überlassen hatte, in das Gebiet von Värtsila beordert wurde um die 11. Division freizumachen, die ihrerseits gegen Sortavala angesetzt wurde. Der von Tohmajärvi zum See Suojärvi vorgezogenen, nur aus zwei Regimentern bestehende deutsche 163. Infanterie-Division (General Erwin Engelbrecht) wurde befohlen, den Stadt- und Eisenbahnknotenpunkt Suvilahti in Ostkarelien einzunehmen. Am 17. Juli rückte die 17. Division über Käsnäsjärvi nach Tulemajärvi vor und besetzte bis 20. Juli Palalohti am Südufer des Tulemajärvi-See.
Nachdem das 6. Korps Manssila und am 23. Juli die alte Grenze erreicht hatte, befahl Mannerheim am nächsten Tag einen Stopp, um weiter nach Osten vorzustoßen und die Streitkräfte auf die Verteidigung entlang des Flusses Tulema vorzubereiten. Das Überqueren der Grenze von 1939 war vielen Finnen nicht recht und mehr als 2000 Soldaten weigerten sich zunächst, die alte Landesgrenze zu überschreiten. Am 24. Juli wurde Vitelle (Wiolliza) erreicht, worauf sich die sowjetischen Truppen am Ladogasee zum Tuulosjoki-Abschnitt zurückzogen.
Die finnische 7. Division (Oberst Antero Svensson) griff zusammen mit der 19. Division (Oberst Esa Hannuksela) von Osten aus an und eroberte am 25. Juli Ruskeala, wodurch die Finnen eine einheitliche Front gegen die sowjetischen Verteidiger von Sortavala zustande brachten. Die Sowjets hatten die Verteidigung dieser Region der 168. Schützendivision anvertraut, die mit der 198. motorisierten Division verstärkt wurde und einen Gegenangriff am Fluss Jänisjoki vorbereiteten. Die Finnen brachten die sowjetischen Pläne früh genug in Erfahrung und dämmten den sowjetischen Gegenangriff  schnell ein. Beide Seiten hielten sich darauf in der Defensive, nur kleine Einheiten führten kleine Angriffe durch, um die erreichten Positionen zu verbessern. Die sowjetische Verteidigung konzentrierte sich darauf am Fluss Vuoksi und entlang der dortigen Straßen, die Finnen konzentrierten ihre Streitkräfte gegenüber auf über straßenlosem Gelände, unterstützt von Pionier-Einheiten, welche zur Sicherung der Versorgung, neue Wege durch Wälder und Sümpfe anlegten.

## Zweite Phase 31. Juli bis 5. September
Eine vorläufige Waffenruhe dauerte bis zum 31. Juli, als der Angriff des 2. Korps unter General Laatikainen eine neue Offensive der Finnen einleitete. Zwischen dem Ladogasee und dem Finnischen Meerbusen griffen drei neu organisierte finnische Korps an: Dem 2. Korps, bestehend aus der 2., 15. und 18. Division, stand nördlich des Flusses Vuoksi und dem 4. Korps, bestehend aus der 4., 8. und 12. Division. Das finnische 5. Korps war aufgelöst worden und die zugehörige 10. Division dem 4. Korps (Generalleutnant Oesch) zugeführt, dann Ende Juli dem 2. Korps (Generalmajor Laatikainen) als Reserve überstellt.
Als neuer Führer der sowjetischen 23. Armee wurde Anfang August Generalleutnant M. N. Gerasimow ernannt. Der Verlust der Reserven zwang die sowjetischen Streitkräfte, sich auf Linien zurückzuziehen, die im nördlichsten Teil der Front leichter zu verteidigen waren. Es wurden Verteidigungslinien mit Bunkern aus Holz angelegt und aufgeworfene Gräben mit Minenfelder gesichert. Die finnische 18. Division (Oberst Aaro Pajari) rückte durch die Wälder vor und griff gegen die nördliche Flanke der sowjetischen 115. Schützendivision an, deren Einheiten sich durch das Gehölz zurückzogen. Die Finnen rückten nach, um mit dem Feind Kontakt zu halten. Die wichtigsten Verbindungspunkte wurde von starken Einheiten besetzt, die sich gegen mehrere von Panzern unterstützte sowjetische Gegenangriffe erfolgreich verteidigen konnten.
Generalleutnant Gerasimow befahl für 4. August der 198. Schützendivision, einen Gegenangriff im Raum Sortavala anzusetzen, um die wieder vorrückende 2. und 142. Schützendivision zu unterstützen. Gleichzeitig sollte die 43. und 115. Schützendivision die finnischen Reserven binden. Letzte Absicht scheiterte frühzeitig, die 115. Division musste sich in Richtung Helisevänjoki zurückziehen, wo ein Fluss gute Verteidigungspositionen gegen die angreifende finnische 18. Division bot. Die Finnen konnten die sowjetischen Truppen bis 4. August bei Ilmee umgehen, wodurch die sowjetischen Streitkräfte gezwungen wurden, auch ihre vorbereiteten Positionen zwischen Ilmee und der Grenze zu räumen.
Die finnische 2. Division (Oberst Aarne Blick) sandte zwei Bataillone des 7. Infanterie-Regiment ab um die Einkreisung des beim Dorf Tyrjä verschanzten sowjetischen Schützen-Regiment 461 zu erreichen und zwang die Verteidiger zum Rückzug in Richtung des Tyrjänjärvi-See, während das 28. Infanterie-Regiment das besetzte Dorf durchquerte und weiter nach Süden vorrückte. Mit Unterstützung der Artillerie gelang es die in einem Kessel eingeschlossenen sowjetischen Truppen, vier Tage lang stand zuhalten. Einige Truppenteile entkamen durch die Wälder, die Masse und ihre gesamte Ausrüstung fiel aber in finnische Hände. Die Besetzung von Tyrjä öffnete die Straße zum Bahnknotenpunkt Elisenvaara und am 5. August erreichten die ersten finnischen Einheiten die Bahnlinie Wyborg-Sortavala. Inzwischen hatte das 28. Infanterie-Regiment der finnischen 2. Division am 9. August Elisenvaara besetzt und damit eine Versorgungslinie für den Nachschub eröffnet. Nach den Kämpfen bei Tyrjä erhielt das 7. Infanterie-Regiment zwei Tage Ruhe, bevor es am Angriff entlang der Bahnstrecke nach Lahdenpohja teilnahm, die bis zum 8. August gesichert werden konnte.
Die finnische 15. Division (Oberst Nilo Hersalo) griff ab 31. Juli die 142. Schützendivision an und konzentrierte den Angriff gegen den einen nur 2 Kilometer breiten Abschnitt des Schützen-Regiment 588, an dem der größte Teil der eigenen Artillerie eingesetzt werden konnte. Nachdem sie die Grenzposten durchbrochen hatten, drangen die Finnen 5 km in die Wälder ein, bevor sie die Straße erreichten, und umgingen die sowjetischen Verteidigungsanlagen, die nacheinander mit Truppen umzingelt wurden. Nach 6-tägigem Angriff stand die 15. Division nur noch 3 km von der Eisenbahnstrecke zwischen Wyborg und Sortavala und 15 km von der westlichen Ecke des Ladogasee entfernt und bedrohte zudem die linken Flanke der sowjetischen Streitkräfte.
Die finnische 10. Division (Oberst Jussi Sihvo) rückte zusammen mit der 15. Division vor und erreichte am 6. August die Eisenbahnlinie von Wyborg nach Sortavala, die 18. Division schloss am 8. August bei Inkila ebenfalls gegen die Bahnlinie auf. Die 10. Division setzte den Angriff gegen die Bahnlinie Käkisalmi - Hiitola fort, die sowjetischen Truppen konnte die Bahnlinie noch bis 8. August offen halten und mussten dann das Dorf Hiitola räumen. Als die 10. Division am folgenden Tag den Ladogasee erreichte, wurde die letzte Anlandung sowjetischer Verstärkungen, die das nordwestliche Ufer des Sees verteidigten, unterbrochen. Die sowjetischen Streitkräfte versuchten am 10. und 11. August vergeblich die Verbindung mit Gegenangriffen wieder herzustellen. Am selben Tag wurde die 2. Division zu dem aus der Reserve herangezogenen 1. Korps (General Mäkinen) versetzt, um den nördlichen sowjetischen Brückenkopf am Ladogasee zu säubern. Es wurde der finnischen 10. und 15. Division überlassen, den sowjetischen Brückenkopf auszuräumen, wo die Einheiten der 142. und 198. Schützendivision angewiesen wurden, sich auf die Insel Kilpolansaari zurückzuziehen, um dort von der Marine evakuiert zu werden. Dieser Rückzug erfolgte in geordneter Weise und die Finnen konnten dabei keine größeren Einheiten umzingeln. Am 11. August konnte die finnische 15. Division den Bahnknotenpunkt von Hiitola besetzen und bis zum 13. August mussten sich alle sowjetischen Truppen auf die Inseln Huiskonniemi-Halvøen und Kilpolansaari zurückziehen. Mit Hilfe der eigenen Luftüberlegenheit gelang es den sowjetischen Streitkräften aber, fast alle Truppen und Vorräte aus dem Brückenkopf abzuziehen. Die finnische 15. Division drängte noch über eine Woche nach, um alle Widerstandsnester auf der Insel niederzukämpfen. Am 13. August übernahm das 1. Korps (General Einar Mäkinen) mit der 2., 7. und 19. Division die Stellungen des 7. Korps an der Linie Jänisjärvi-Sortavala. Das 7. Korps wurde dagegen nach Hyrsylä und Viljärvi verlegt und zwischen dem 6. Korps und der deutschen 163. Infanterie-Division eingeschoben, um die sowjetische Verteidigung zwischen Aitojoki und Suvilahti einzurennen. Im östlichen Abschnitt kamen die Finnen und Deutschen nur sehr langsam voran, erst Ende August konnte die Frontlinie von Kuolisma nach Porajärvi  vorgeschoben werden.

### Überschreitung des Vuoksi-Abschnitts
Die Rote Armee plante am 10. August eine neue Gegenoffensive, dazu war der 23. Armee die 265. Schützendivision als Verstärkung nach Räisälä gesandt worden. Die Offensive sollte in Richtung der vorgehenden finnischen 10. und 18. Division geführt werden, um die Verbindung zu den eingekreisten Streitkräften am nordwestlichen Ufer des Ladogasees wieder herzustellen. Der sowjetische Gegenangriff gegen die finnischen 10. Division begann am 14. August und die Finnen konnten dabei kurzfristig 2 km nach Norden zurückgeworfen werden, bis eintreffende finnische Verstärkungen die Lage wieder herstellten. Die 10. Division verließ das Ufer des Ladogasees, nachdem sie vom 36. Infanterieregiment der 15. Division freigemacht worden war und konzentrierte ihre Streitkräfte bei Räisälä (heute Melnikowo) gegen die 265. Schützendivision.
Am 15. August begann der Angriff der finnischen 10. Division, welcher die sowjetischen Verteidiger in Räisälä bis 17. August bezwangen und die Stadt am nächsten Tag besetzten, von hier aus säuberten die Finnen das linke Ufer des Vuoksi-Flusses.
Die finnische 18. Division hatte Befehl, den Vormarsch am selben Tag fortzusetzen. Als der sowjetische Angriff bei Inkilä startete, begannen auch die Finnen nur 5 km weiter westlich mit dem eigenen Vorstoß. Während der sowjetische Angriff nicht durchdrang, gelang es den Finnen die sowjetischen Streitkräfte nach Süden abzudrängen, die ersten finnischen Truppen erreichten am 14. August bei Antrea (heute Kamennogorsk) den Fluss Vuoksi. Die sowjetischen Truppen begannen ihre Kräfte aus den südwestlichen Vorfeld von Wyborg heranzubringen, um Enso (Swetogorsk) zu verteidigen und am 16. August einen Gegenangriff gegen Antrea zu starten. Als der Angriff jedoch scheiterte, mussten die sowjetischen Streitkräfte den gehaltenen Brückenkopf am Nordufer des Vuoksi am 21. August vollständig räumen. An der Ostseite rückten die Finnen weiter nach Süden vor und erreichten am 17. August Vuosalmi und am 18. August den nördlichen Zulauf zum Vuoksi. Die finnischen Truppen überquerten den Fluss Vuoksi, ohne bei Vuosalmi auf Widerstand zu stoßen und konnten bis am 20. August einen südlichen Brückenkopf errichten.
Am 19. August setzte das 43. Infanterie-Regiment der finnischen 10. Division den Vormarsch nach Süden fort und erreichte am 21. August den See Suvanto. Von dort ging es zusammen mit dem 1. Infanterie-Regiment weiter nach Osten. Dieser Vorstoß bedrohte alle sowjetischen Streitkräfte nördlich von Vuoksi mit der Einkreisung. Die Rote Armee begann sich aus Käkisalmi zurückzuziehen, das am 21. August von den Finnen erobert wurde. Der finnische Angriff wurde nach Süden fortgesetzt, der Taipalenjoki-Fluss und das Ufer des Ladogasees wurden am 23. August erreicht, aber noch nicht überquert.
Das sowjetische Oberkommando erkannte den Ernst der Lage und ordnete am 20. August den allgemeinen Rückzug vom Vuoksi–Abschnitt auf die neue, vorbereitete Verteidigungslinie, die von Wyborg nordwärts zum Suvanto-See und dort durch den Fluss Taipalenjoki zum Ladogasee verlief. Diese Entscheidung verkürzte die Front zwar wesentlich, bedeutete aber auch die Aufgabe der Verteidigungspositionen, die in den letzten Monaten entlang der Grenze vorbereitet worden waren. Als die Finnen feststellten, dass die sowjetischen Streitkräfte ihre Positionen am 21. August räumten, wurde die Verfolgung aufgenommen. Obwohl die sowjetische 43. Schützendivision (Generalmajor V. Kirpitsnikow) bereits neue Positionen besetzt hatte, konnte sie nicht verhindern, das im nördlichen und westlichen Vorfeld von Wyborg die finnische 12. Division (Oberst Vihma) nach der Vereinigung mit der 18. Division über das rechten Ufer des Flusses Vuoksi weiter vorrückten.
Am 20. August kündigte General Erfurth beim Marschall Mannerheim an, dass der Chef des OKW, Feldmarschall Keitel ein Schreiben übermittelte, in dem die Finnen aufgefordert wurden, Leningrad vom Norden her anzugreifen. Als Keitels Aufforderung bekannt wurde, bereiteten Staatspräsident Ryti und Mannerheim gemeinsam eine Ablehnung vor. Mannerheim verwies auf praktische Schwierigkeiten und gestand, dass die Opposition sowohl der politischen als auch der militärischen Führung diesen Angriff ablehnte. Insbesondere die Sozialdemokraten sprachen sich gegen das Überschreiten der alten finnischen Grenze aus.

### Kämpfe um Wyborg  23. bis 29. August

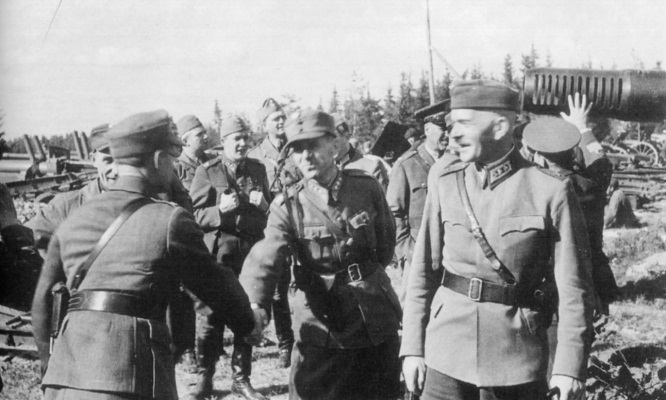
General Karl Lennart Oesch (rechts) im wiedereroberten Wyborg 1941

Die finnische 12. Division vergrößerte bei Vuosalmi ihren südlichen Brückenkopf über den Vuoksi, am Abend des 22. August befand sich das rechte Ufer fast vollständig in der Hand des 4. Korps (Generalleutnant Oesch). Die finnische 4. Division (Oberst Viljanen) rückte entlang des Saimaa-Kanals vor und übte vom Norden starken Druck auf die sowjetische 43. Schützendivision aus. Die 115. Schützendivision (Generalmajor Konjkow), die sich über den Vuoksi zurückgezogen hatte, war aufgrund des raschen Rückzugs, in ihren neuen Positionen noch nicht ausreichend abwehrfähig. Die sowjetische 123. Schützendivision (Generalmajor F. Aljabusew) verteidigte auch das südwestliche Vorfeld von Wyborg.
Während des 23. August war auch das finnische 2. Korps vom Osten her, 8 km an Wyborg herangerückt. Auf dem linken Flügel des 4. Korps (12. Division) leitete die finnische 18. Division ab dem 23. August einen Angriff nach Südosten zwischen dem Muolaanjärvi-See und Vuoksi ein.
Am Morgen des 24. August startete die 115. und die 123. Schützendivision östlich von Wyborg einen Versuch, mit dem Ziel die Finnen auf die Nordseite des Flusses Vuoksi zurückzuwerfen. Mit schwerer Artillerie gelang es den sowjetischen Streitkräften, die Finnen an einigen Stellen über 5 km zurückzudrängen, aber es gelang nicht, Lücken in die gegnerischen Linien zu schlagen. Als die Reserve der finnischen 12. Division, das 26. Infanterie-Regiment als Verstärkung eintraf, wurden die sowjetischen Streitkräfte am nächsten Tag auf ihre Ausgangspunkte zurückgedrängt. Der sowjetische Gegenangriff hatte keine Auswirkungen auf den bereits befohlenen Angriff der 12. Division, der am 25. August die wichtige Eisenbahnverbindung zwischen Wyborg und Leningrad unterbrechen konnte. Die südlicher operierende finnische 8. Division (Oberst Winell) säuberte bereits die Küste der Bucht von Wyborg bis zum Fluss Jäkspäänjoki und bereitete sich auf die Überquerung der dortigen Bucht vor.
Am Morgen des 24. August leitete die finnische 8. Division den Übergang der Bucht von Wyborg mit Truppen des 45. Infanterieregiments auf die Lihaniemi-Halbinsel ein, die sie am selben Tag sichern konnte. Am nächsten Tag setzte sie ihre Angriffe fort und schaffte es, am Nachmittag die letzte Eisenbahnverbindung nach Wyborg zu unterbrechen. In der Zwischenzeit ersetzten am 26. August Einheiten der aus der Reserve eingeführten 2. Division die 18. Division zwischen dem Kirkkojärvi-See und dem Punnusjärvi-See und anschließend die 10. Division bis zum Vuoksi-Fluss. Nachdem die letzten Widerstandskessel am nordwestlichen Ufer des Ladogasees ausgeräumt waren, verlegte das 1. Korps zum Vuoksi, wo es die Führung der 10. und 15. Division übernahm. Die 18. Division erreichte am 27. August die Halbinsel am Punnusjärvi See und ruhte sich einen Tag aus, bevor sie am 29. August den Straßenknoten Kivennapa (Pervomaiskoje) besetzte. Auch die 12. Division setzte ihre Offensive nach Südwesten fort und schnitt am 27. August die Hauptstraße zwischen Wyborg und Leningrad ab.
Am 28. August gab die Stavka der 23. Arme die Erlaubnis sich aus Wyborg zurückzuziehen und eine neue Verteidigungslinie an der alten Mannerheim-Linie zu schaffen. Während der nächsten zwei Tage versuchten die sowjetischen Streitkräfte wiederholt, die Eisenbahnverbindung entlang der Bucht von Wyborg wieder zu öffnen, doch am späten Abend des 30. August erreichte das 3. Infanterie-Regiment der 12. Division die Positionen der 8. Division. Ein großer Kessel (Motti) konnte bei Porlampi geschlossen werden. Während die sowjetischen Truppen am nächsten Tag versuchten auszubrechen und die finnische Umzingelung immer enger wurde, versuchten die Soldaten zu Fuß durch die Wälder zu fliehen. Fast 12.000 Mann konnten entkommen, bevor sich der Ring vollständig geschlossen hatte. Die Einkreisung war bereits zu eng, und nur kleine Gruppen konnten in der letzten Nacht aus der Umzingelung durchsickern. Am Morgen begannen sich demoralisierte Truppen zu ergeben: 9000 Mann kapitulierten und 7000 Soldaten waren dort zu begraben. Es wurden große Mengen an Material erbeutet: 306 Kanonen, 55 Panzer, 673 Lastwagen, fast 300 Traktoren und etwa 4500 Pferde.

## Ausklang der Operationen und Folgen
Entlang die Hauptstraße und der Eisenbahnlinie zwischen Wyborg und Leningrad kam wieder Ordnung in den sowjetischen Rückzug, eine neue Verteidigungslinie an der alten Mannerheim-Linie wurde eingenommen. Die finnische 12. Division besetzte Ende August Leipäsuo und rückte weiter nach Südwesten in Richtung Kuolemanjärvi-See vor. Die sowjetischen Stellungen an der Hauptstraße von Summa wurden von den Finnen umzingelt, indem sie die sowjetischen Stellungen bei Munasuo durchbrachen. Die verteidigenden Überreste der sowjetischen 123. Division konnten den finnischen Vormarsch nur an wenigen Plätzen standhalten und zog sich weiter in Richtung auf Leningrad zurück.
Am Morgen des 30. August überschritt die finnische 12. Division bei Kuolemanjärvi die Bahnlinie Primosk-Koivisto nach Leningrad und erreichte am selben Tag den Finnischen Meerbusen. Auch bei Vammelsuu unterbrach die 12. Division an diesem Abend die Bahnlinie, konnte aber die Hauptstraße wegen sowjetischen Widerstandes nicht überqueren. Auch hier wurde am folgenden Morgen der Finnische Meerbusen erreicht und der Angriff nach Osten bis nach Terijoki fortgesetzt. Die Endstation der Bahnlinie nach Valkjärvi wurde am 31. August eingenommen  und die sowjetischen Truppen wurden angewiesen, sich vom südlichen Ufer des Flusses Vuoksi hinter die alte Grenze zurückzuziehen.  Am 31. August wurde Terijoki besetzt und am nächsten Tag die alte Grenze am Rajajoki erreicht. Die umzingelten sowjetischen Truppen in Koivisto zogen sich auf die Inseln zurück, und die sowjetische Flotte überführte diese Verbände nach Leningrad.
Am 31. August wandte sich der Militärattaché General Erfurth nochmalig an Marschall Mannerheim und schlug den Finnen vor, den für 4. September geplanten Angriff auf Ostkarelien nicht zu führen und stattdessen Leningrad anzugreifen. Präsident Ryti und Mannerheim lehnten erneut ab. Am 31. August befahl Mannerheim, den Vormarsch nach Sicherung des Rajajoki-Flusses und der Grenze Ohta einzustellen.
In dieser letzten Phase hatte die Rote 23. Armee sechs Schützendivisionen und eine Reihe unabhängiger Einheiten versammelt, die Leningrad gegen den Norden verteidigten, aber diese Verbände waren wegen der heftigen Kämpfe mit den Finnen nicht mehr voll schlagkräftig. Die 15. Division verfolgte die sich zurückziehenden sowjetischen Streitkräfte und am 2. September wurde die alte Grenze auf ganzer Linie erreicht. Die 12. Division hatte das Ziel bereits am 1. September erreicht. Die 18. Division eroberte Mainila am 2. September und Valkeasaari (Beloostrow) am nächsten Tag. Am 5. September hatten sowohl die 2. als auch die 18. Division ihre Ziele zwischen dem Fluss Rajajoki und Ohta erreicht. Der Kommandeur des 1. Korps, Oberst Mäkinen, befahl seinen Truppen, zur alten Grenze des Ohta-Lempaalanjärvi-See vorzurücken, mit dem Zusatz, dass die Offensive gestoppt werden sollte, wenn sie auf zu starken Widerstand stießen.
Die Ostkarelien-Armee begann am 4. September die Finnische Invasion in Ostkarelien, mit Schwerpunkt entlang des Onegasees und gegen Petrosawodsk mit dem Ziel, den Fluss Swir zu erreichen. Anfang Dezember wurde der Swir-Abschnitt auf ganzer Länge erreicht und die finnischen Streitkräfte gingen in die Defensive über.